# Andrei Covalciuc
Andrei Covalciuc, né le 1er mars 1995, est un coureur cycliste moldave.

## Palmarès
- 2015
  -  Champion de Moldavie du contre-la-montre espoirs
  - 2e du championnat de Moldavie du contre-la-montre
  - 3e du championnat de Moldavie sur route espoirs
- 2016
  -  Champion de Moldavie sur route espoirs
  -  Champion de Moldavie du contre-la-montre espoirs
  - 2e du championnat de Moldavie du contre-la-montre
- 2020
  - 2e du championnat de Moldavie du contre-la-montre

## Classements mondiaux
| Année           | 2014   | 2015 | 2016 | 2017 | 2018 | 2019 | 2020   |
| --------------- | ------ | ---- | ---- | ---- | ---- | ---- | ------ |
| UCI Europe Tour | 1 112e | 666e |      |      |      |      | 1 050e |